# Стамбульський державний симфонічний оркестр
Стамбульський державний симфонічний оркестр — це симфонічний оркестр, який працює в Стамбулі з 1972 року при Міністерстві культури Туреччини. Він утворився, коли Стамбульський міський оркестр був приєднаний до Міністерства культури. Веде регулярні концерти в культурному центрі Ататюрка (АКМ). З моменту оновлення АКМ проводить свої щотижневі концерти з сезону 2008-2009 років. 

## Історія
Стамбульський міський оркестр, який займає важливе місце в музичному житті Стамбула і був створений в 1945 році під керівництвом композитора Джемаля Решита Рея, був пов'язаний з Міністерством культури в 1972 році і став Стамбульським державним симфонічним оркестром. 
У наступні роки концерти проводилися на міжнародних фестивалях у Стамбулі, Анкарі, Братиславі та Патри, а також на внутрішніх гастролях.   
Дав два концерти під час "Сюлейманської розкішної виставки" (1992), що відбулася в Мемфісі, Іспанія (1990 - 1993), Італії, Югославії, Чехословаччині, Австрії, Греції та США для пропаганди турецького мистецтва та культури за кордоном.  
В 1993 році представляв Туреччину на фестивалі у Мюнхені — "Europe Musicale". 